# La Algaba

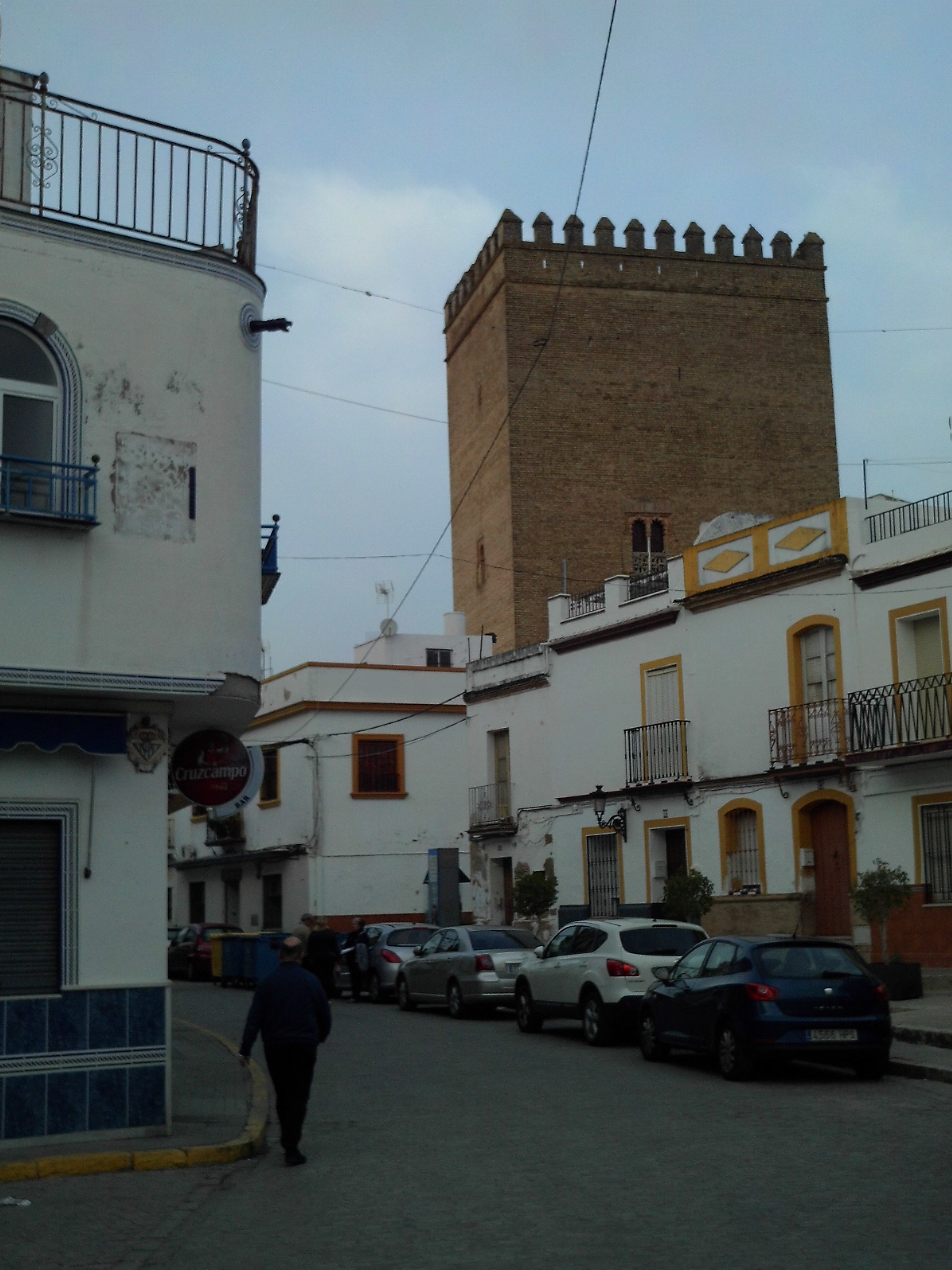

La Algaba est une commune située dans la province de Séville de la communauté autonome d’Andalousie en Espagne.

## Géographie
La Algaba, située 7 kilomètres de Séville, appartient à la comarque de La Vega du Guadalquivir, elle s'étend sur le bord du fleuve Guadalquivir. À son centre-ville, situé à une altitude de 11 mètres, s'ajoute le quartier de El Aral. Sa superficie est de 18 km2.

## Histoire
Les origines de la ville remontent à la période préromaine, quand les héritiers de la civilisation tartessienne fondèrent Balbilis Turdetana, détruite par les Wisigoths. Son nom actuel vient de l'arabe Al-Gaba qui signifie la forêt. Ferdinand III de Castille la reconquit en 1247 et la céda à son fils don Fadrique. À sa mort, la ville revint au pouvoir royal. En 1304, la ville fut donnée à l'infant don Alfonso de la Cerda, qui la céda plus tard au Duc de Niebla. Pour finir, elle passa entre les mains de Juan Guzmán en échange de la ville de Medina Sidonia. C'est Philippe II d'Espagne qui créa le Marquisat de La Algaba pour compenser le déficit de son budget. La ville resta rattachée au marquisat jusqu'au XIXe siècle, époque à laquelle fut constituée la corporation municipale.

## Administration
| Période                                  | Période | Identité | Étiquette | Qualité |
| ---------------------------------------- | ------- | -------- | --------- | ------- |
| N/A                                      | N/A     | N/A      | N/A       | Maire   |
| Les données manquantes sont à compléter. |         |          |           |         |

## Économie
La population de la municipalité atteignait un total de 12 792 habitants en 1996, engendrée par une importante croissance les deux années précédentes. Depuis son intégration dans la zone nord de l'agglomération de Séville, La Algaba a vu son économie croitre de manière importante, surtout en matière d'agriculture et principalement dans le domaine de la culture des citrons.

## Sources
- (es) Cet article est partiellement ou en totalité issu de l’article de Wikipédia en espagnol intitulé « La Algaba » (voir la liste des auteurs).